# ヒガンテス・デ・リバス
ヒガンテス・デ・リバス（スペイン語: Gigantes de Rivas）は、ニカラグアのプロ野球チーム。英語表記はリバス・ジャイアンツ。
リーガ・ニカラグエンセ・デ・ベイスボル・プロフェシオナルに所属し、2013年から2014年のシーズンでは優勝している。
2016年にマナグアで行われたラテンアメリカンシリーズでニカラグア勢として初の優勝を果たす。